# Piabucina
Piabucina is een geslacht van straalvinnige vissen uit de familie van de slankzalmen (Lebiasinidae).

## Soorten
- Piabucina astrigata Regan, 1903
- Piabucina aureoguttata Fowler, 1911
- Piabucina boruca Bussing, 1967
- Piabucina elongata Boulenger, 1887
- Piabucina erythrinoides Valenciennes, 1850
- Piabucina festae Boulenger, 1899
- Piabucina panamensis Gill, 1877
- Piabucina pleurotaenia Regan, 1903
- Piabucina unitaeniata Günther, 1864